# Бавий
Марк Бавий, Бав (Marcus Bavius) и Мевий (Maevius, Mevius) — пара древнеримских поэтов августовской эпохи, «прославившихся» низким уровнем своей поэзии и завистью к современникам — Вергилию и Горацию. Однако неизвестно, реальные ли это люди, или литературное изобретение их современников. «Бавий» используется в поэзии 18-19 века как имя нарицательное.

## В римской литературе
О них вместе писал Вергилий (Exlog. 3, 90):
Бавия кто не отверг, пусть любит и Мевия песни, —

Пусть козлов он доит и в плуг лисиц запрягает.
Мевий также является мишенью 10-го «Эпода» Горация, который предлагает богам утопить его, когда тот отправляется в морское путешествие:

Идет, с дурным, корабль, отчалив, знаменьем,

Неся вонючку-Мевия.

Так оба борта бей ему без устали,

О Австр, волнами грозными!

Пусть, море вздыбив, чёрный Евр проносится,

Дробя все снасти с веслами,

И Аквилон пусть дует, что нагорные

Крошит дубы дрожащие,

Пускай с заходом Ориона мрачного

Звезд не сияет благостных.

По столь же бурным пусть волнам он носится,

Как греки-победители,

Когда сгорела Троя, и Паллады гнев

На судно пал Аяксово.

О, сколько пота предстоит гребцам твоим,

Тебе же — бледность смертная,

Позорный мужу вопль, мольбы и жалобы

Юпитеру враждебному,

Когда дождливый Нот в заливе Адрия,

Взревевши, разобьет корму.

Когда ж добычей жирной будешь тешить ты

Гагар на берегу морском,

Тогда козел блудливый вместе с овцами

Да будет Бурям жертвою!

  (Пер. Н. С. Гинцбурга)
По Евсебию, Бавий умер в 33 г. до н. э. в Каппадокии.

## Имя нарицательное
В 1910 году «Словарь иностранных слов, вошедших в состав русского языка» приводит «Бавий» как имя нарицательное: «имя бездарного римского поэта, завистника Горация и Вергилия и их притязательного критика; отсюда вообще Бавий приводится часто, как тип плохого и притязательного поэта».
А словарь Брокгауза и Эфрона в ту же эпоху пишет: «в новейшей сатирической и эпиграматической поэзии Бавий часто приводится, как тип плохого и притязательного поэта».
В этом качестве они встречаются в новой западной поэзии. Александр Поуп упоминает Бавия в своей «Dunciad Variorum» 1729 года и объясняет в примечании, что он позаимствовал образ у Вергилия. Мевий также фигурирует в «Очерке переведенных стихов» графа Роскоммона как символ поэтической неудачи.
Генрих Кристиан Бойе в стихотворении «Юный поэт» упоминает его:

Xочу известным стать везде и всюду,

Чтоб помнили меня, когда и мертв я буду! -

Сказал мне Бав. — Придется по всему

Повеситься тебе, — ответил я ему.

### Россия
Имя встречалось в русской литературе 1-й пол. 19 века.
Иван Дмитриев написал следующую эпиграмму:
Эпиграмма <На Д. И. Хвостова>

 Подзобок на груди и, подогнув колена,

 Наш Бавий говорит, любуясь сам собой:

 "Отныне будет всем поэтам модным смена!

 Все классики уже переводимая мной,

 Так я и сам ученым светом

 Достоин признан быть классическим поэтом!"

 Так, Бавий, так! стихи, конечно, и твои

 На лекциях пойдут в пример галиматьи!

 <Не позднее 1807>
А. И. Мещевский:
К классику Бавию

«Будь краток!» — ты твердишь. Послушности в задаток

Скажу: «Молчи! Ты глуп!» — довольно ли я краток?

(Между 1815 и 1818)
Кондратий Рылеев:
Безделок несколько наш Бавий накропав, —

Твердит, что может он с Державиным равняться.

В жару мечтать так Бавий прав!

Но вправе же за то и мы над ним смеяться.

(1820)
Н. Ф. Остолопов написал длинное стихотворение «Русскому Бавию» (1816). Далее упоминания: М. В. Милонов — «К моему рассудку» (1812) и «К Луказию» (1810); П. А. Вяземский — «К перу моему» (1816); К. Н. Батюшков - «Новый род смерти» (1814); А. А. Дельвиг — «На смерть собачки Амики» (1821). Одно из поздних: В. С. Курочкин - Стансы на будущий юбилей Бавия» (1861).

## Прочее
В честь Бавия названа бабочка Голубянка бавий.